# カルロス・サストレ
カルロス・サストレ・カンディル（Carlos Sastre Candil, 1975年4月22日 - ）はスペインのレガネス生まれの自転車プロロードレース選手。

## 経歴

### レースキャリア初期
彼のプロ選手としてのキャリアは1997年にスペインのチームであるオンセから始まっている。それまで幾つかの勝利はあげていたが、2000年にブエルタ・ア・エスパーニャで山岳賞を獲得し総合順位も8位をとなり一気に注目を浴びる事となる。
2002年からはデンマークのチームであるチームCSCへと移籍。チーム内にクライマーが少なく、貴重な山岳アシストとして同年のジロ・デ・イタリアでは途中落車で負傷したエースのタイラー・ハミルトンをアシストして総合2位に導き、ツール・ド・フランスでもエースのローラン・ジャラベールの山岳賞をアシストして、自身も第16ステージの超級山岳ステージでランス・アームストロングに先着して2位となり、チームトップの総合10位の結果を残す(ジャラベールは42位だった)。また、ジャラベール最後の勝利となった同年のクラシカ・サンセバスティアンでも献身的なアシストを見せた。ジャラベールはこの年で引退するが、オンセ・CSCとチームメイトだったサストレの走りを大変評価しており、2007年ツール・ド・フランスでは優勝候補に挙げた。

### グランツールの上位常連選手へ
2003年のツール・ド・フランスでは第1ステージの落車で鎖骨骨折したエースのタイラー・ハミルトンを山岳でアシスト。総合4位に導くだけでなく、自身も第13ステージで初のステージ優勝を果たし、チーム優勝に貢献。ステージ優勝時には子供が生まれたばかりだった為おしゃぶりをくわえながらゴールしたのは有名（このおしゃぶりはその後も常に携帯しているらしく、2007年のブエルタ・ア・エスパーニャの最終ステージでテレビカメラに披露しているシーンが写された）。
2004年からチームにイヴァン・バッソが加わった為、バッソが出場するレースでは有能なアシストとして活躍した。また2005年のブエルタ・ア・エスパーニャではエースを務め、総合2位の成績を残す。このころからビャルヌ・リース監督の指導の下、バッソと共に苦手だった個人タイムトライアル強化に取り組み、風洞実験等でフォームを固め、個人タイムトライアルでも安定した成績を収めるようになった。
2006年は3大グランツールすべてに出場し、すべて完走。チームタイムトライアルを含んだ同一年度全グランツールステージ優勝の快挙を達成した。ジロ・デ・イタリアではイェンス・フォイクトとともに山岳ステージでバッソを強力にアシストし、バッソの総合優勝に大きく貢献した。同年のツール・ド・フランスでは第17ステージ優勝と3位(ステージ、総合ともに優勝したフロイド・ランディス失格による繰上げ)、ブエルタ・ア・エスパーニャでは第1ステージのチームTTを制し、初のリーダージャージとなるマイヨ・オロを獲得(総合は4位)。その後、バッソのCSC離脱とともに再びチームのエース格となる。2007年のツール・ド・フランス（4位）、ブエルタ・ア・エスパーニャ（2位）ではCSCのエースとして総合優勝争いに加わった。

### ツール・ド・フランス総合優勝
2008年のツール・ド・フランスでは、アルプス越えステージで劇走。第15ステージでは総合上位選手が多数いた中で常に集団を引っ張り、ラルプ・デュエズがゴールの第17ステージでは、残り約13kmほどの地点から単独でアタックをかけてそのままトップでゴール。待望のマイヨ・ジョーヌに袖を通した。20ステージの個人タイムトライアルではライバルのカデル・エヴァンスに逆転されるのではないかとの見方も有力であったが、同僚のタイムトライアル世界王者ファビアン・カンチェラーラによる情報面の全面バックアップを受けたサストレは予想外の好タイムを出してマイヨ・ジョーヌを維持。最終ステージを無事に走り終え、個人総合優勝を成し遂げた。この時はおしゃぶりを持っていなかったが、バイクのフレームに小さくおしゃぶりのマークがペイントされていた。苦手だったタイムトライアルを克服している事から、脚質はクライマーからオールラウンダーに変化していると思われる。
その後、北京オリンピック・個人ロードレース（49位）の参加を経て、初制覇をかけてブエルタ・ア・エスパーニャに出場。同郷であるアスタナ・チームのアルベルト・コンタドールとの「頂上対決」が話題となったが、総合優勝を狙える力を持つリーヴァイ・ライプハイマー、アンドレアス・クレーデンがアシストにつく形となったコンタドールに対し、シュレク兄弟らが不在でアシスト陣が手薄となったサストレにはレース前からチーム力に差が見られた。山岳コースで単独アタックするシーンも幾度か見られ苦戦を強いられたが、健闘し総合3位となった。
2009年、新生サーヴェロ・テストチーム(Cervélo Test Team)の立ち上げに参加する。。
- ジロ・デ・イタリアでは、区間2勝(第16、19ST)を挙げ、総合4位。
- 連覇をかけて挑んだツール・ド・フランスでは、得意の山岳ステージで振るわず総合17位に終わった。

2010年
- ジロ・デ・イタリア総合8位
- ツール・ド・フランス総合20位
- ブエルタ・ア・エスパーニャ総合8位。
- 2006年に続く2度目の年間3大グランツールの全完走を果たした。

2011年は所属チームの解散もあり、フットオン・セルヴェットの後継チームであるジェオックス - TMCへ移籍。
- ツアー・オブ・チンハイレイク 総合3位
- ブエルタ・ア・エスパーニャにおいて、自らは総合20位に入り、またチームがフアン・ホセ・コーボが総合優勝を果たしたことなどが要因となって総合時間賞を獲得したことが契機となり、ブエルタ閉幕の4日後にあたる9月15日、現役引退を表明した[4]。

## 人物
山岳での登坂を得意とするクライマータイプの選手で、ツール・ド・フランスにおいて一流クライマーが優勝者として名を連ねるラルプ・デュエズステージで優勝した実績を持つ。2児の父で、おしゃぶりゴール（前述）の時に生まれた子供をツール・ド・フランス最終日のシャンゼリゼ表彰台に一緒に上げて披露した。父は地元で自転車学校を経営している。

## 主な戦績
- 2000年

ブエルタ・ア・エスパーニャ山岳賞、総合8位
- 2002年

ブエルタ・ア・エスパーニャ総合10位
- 2003年

ツール・ド・フランス第13ステージ優勝、総合9位
- 2004年

ツール・ド・フランス総合8位
ブエルタ・ア・エスパーニャ総合6位
- 2005年

ブエルタ・ア・エスパーニャ総合2位
- 2006年

ジロ・デ・イタリア第5ステージ優勝(チームTT)
ツール・ド・フランス第17ステージ優勝、総合3位
ブエルタ・ア・エスパーニャ第1ステージ優勝(チームTT)、総合4位
- 2007年

ツール・ド・フランス総合4位
ブエルタ・ア・エスパーニャ総合2位
- 2008年

ツール・ド・フランス第15ステージ優勝、総合優勝
ブエルタ・ア・エスパーニャ総合3位
- 2009年

ジロ・デ・イタリア総合4位、第16、第19ステージ優勝。

## 注
1. ↑  CYCLE SPORTS 2007年7月号別冊付録「2007ツール・ド・フランス観戦ガイドブック」の13ページにて、ジャラベールは優勝候補としてヴィノクロフ、クレーデン、サストレの名を挙げている。
2. ↑  サストレの奇跡、エヴァンスの敗北
3. ↑  It’s official: Sastre to Cervélo
4. ↑  Carlos Sastre announces his retirement - cyclingnews.com 2011年9月15日付記事（英語）